# 202 (nombre)
« Deux cent-deux » redirige ici. Pour l'année, voir 202.
202 (deux cent-deux) est l'entier naturel qui suit 201 et qui précède 203.

## En mathématiques
Deux cent-deux est :
- La somme de quatre nombres premiers consécutifs (43 + 47 + 53 + 59).
- Un nombre de Smith.
- Un nombre nontotient.
- Un nombre noncototient.

## Dans d'autres domaines
Deux cent-deux est aussi :
- Un code d'état HTTP voulant dire que la requête a été acceptée mais pas encore remplie.
- Le code téléphonique pour le district de Columbia aux États-Unis.
- Le modèle d'une voiture : Peugeot 202, produite de 1938 à 1949.
- Années historiques : -202, 202.